# Лубок (хирургия)
Лубок — в хирургии неподвижная повязка для создания покоя повреждённых конечностей, разновидность медицинской шины. Лубок использовался с давних времён, его изготавливали из свежей коры молодых деревьев (например липового лыка). В настоящее время разработаны способы изготовления медицинских лубков из металла.
Лубок накладывали на конечность, неподвижность которой нужно было обеспечить. Потом вокруг обводили бинт. Однако после изобретения отвердевающих повязок, например из гипса, лубок стали накладывать на короткое время, с тем чтобы потом заменить отвердевающими повязками, которые оставляли на продолжительное время.

## История
Лубок как способ фиксации упоминал ещё Гиппократ. В тексте XII — XIII века упомянут лубок (также назывался «лубяница», «лубина», «лычина», «лыко»), который использовался для иммобилизации (фиксации) «уломленных» конечностей. Как писал Е. О. Мухин в труде «Первые начала косто-правной науки» (1806 г.), лубок использовался для удержания вправленной кости. 